# Jürgen Suppanschitz
Jürgen Suppanschitz , avstrijski rokometaš, * 11. marec 1986, Voitsberg

## Življenjepis
Jürgen Suppanschitz (slovensko: Zupančič) je avstrijski rokometni vratar slovenskega rodu. Prihaja iz mesta Voitsberg na avstrijskem Štajerskem. Ta kraj z okoli 9.500 prebivalci leži dobrih 40 km zahodno od Gradca (Graza). 
Igra na položaju vratarja, je občasni avstrijski reprezentant in igra za A1 Bregenz.